# 황링현

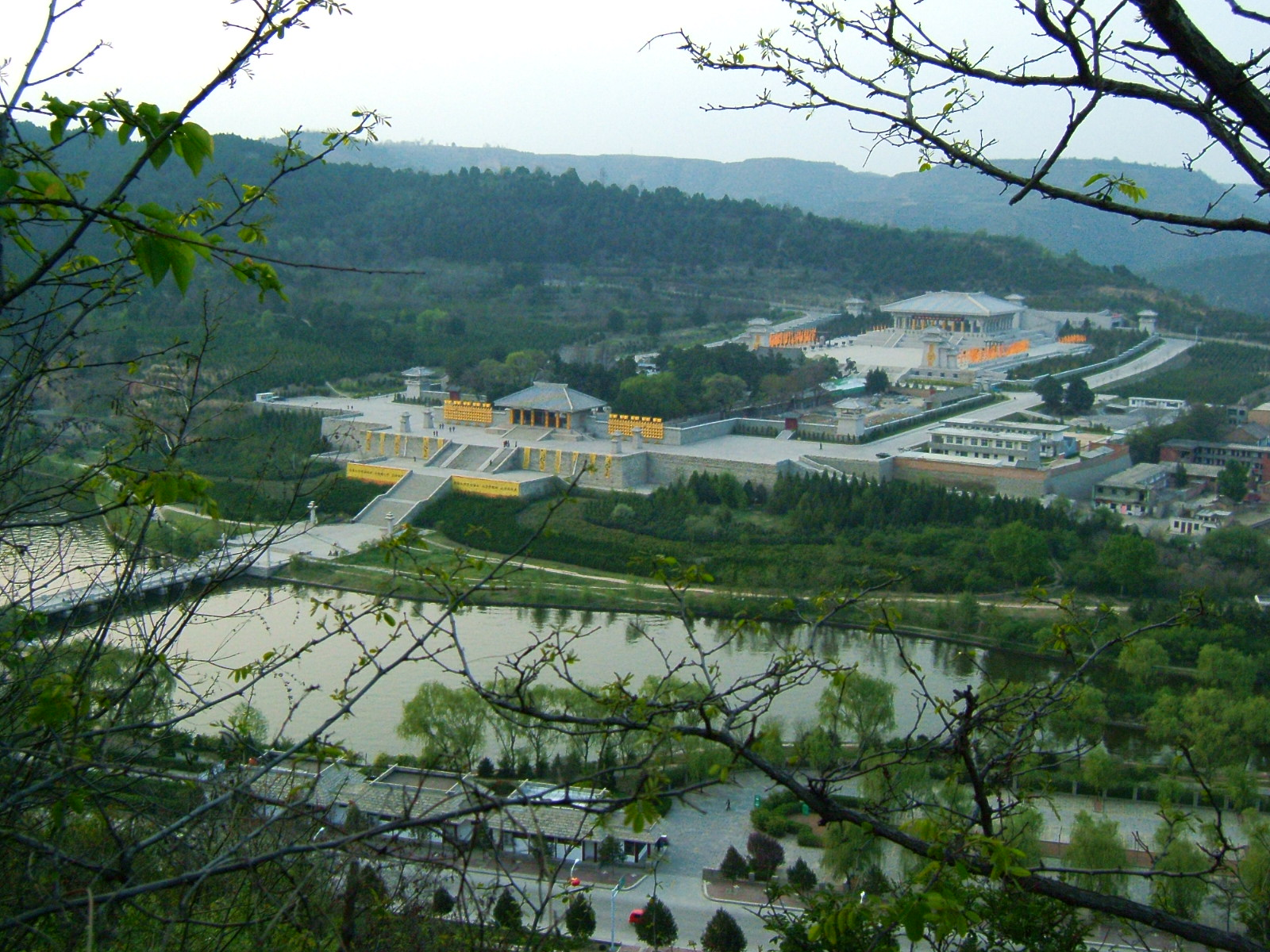

황링현(한국어: 황릉현, 중국어: 黄陵县, 병음: Huánglíng Xiàn)은 중화인민공화국 산시성 옌안시의 현급 행정구역이다. 면적은 2,288km2이고, 인구는 2007년 기준으로 130,000명이다.

## 행정 구역
6개 진, 4개 향을 관할한다.
- 진: 桥山镇, 店头镇, 隆坊镇, 田庄镇, 阿党镇, 双龙镇.
- 향: 太贤乡, 候庄乡, 仓村乡, 腰坪乡.

## 문화
황제릉이 있다.